# Apeldoorn Noord
Apeldoorn Noord is een wijk in de Nederlandse stad Apeldoorn. De wijk wordt begrensd door het Apeldoorns Kanaal in het oosten, de binnenstad in het zuiden, en de Soerenseweg, Koning Lodewijklaan en Amersfoortseweg in het zuidwesten. In het westen loopt de wijk over in Kroondomein Het Loo. In het noorden in de weilanden van Wenum-Wiesel en Beemte Broekland.
Apeldoorn Noord is opgesplitst in 10 buurten. Apeldoorn Noord valt onder het stadsdeel Apeldoorn Noordwest. Kerschoten en De Parken hebben elk hun eigen wijkraad. Wijkraad De Naald vertegenwoordigt de buurten Spainkbos, Loolaan-Noord, Het Loo, Kerschoten-West en het Paleispark.

## De Parken
In het zuiden van de wijk ligt De Parken. Deze buurt is vernoemd naar de vele parken die er gelegen zijn.

## Spainkbos
De westgrens van deze buurt vormt de Koning Lodewijklaan. Over het tracé van deze laan liep vroeger de Loolijn, een aftakking van de spoorlijn vanuit Amsterdam rechtstreeks naar Paleis Het Loo. De oostgrens van Spainkbos vormt de statige Loolaan.

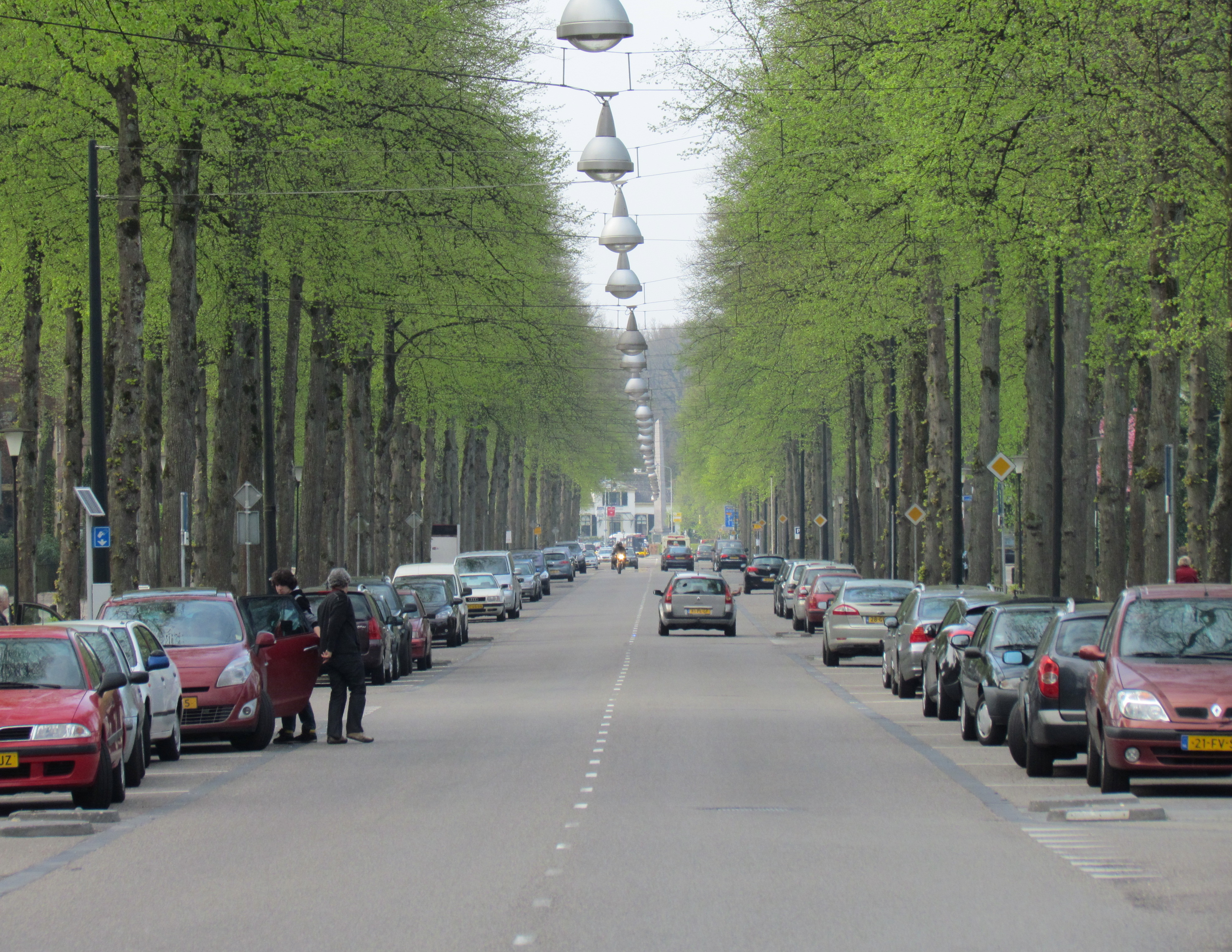
Loolaan in de richting van Het Loo

## Loolaan-Noord
Tussen Loolaan en Koninginnelaan ligt Loolaan-Noord. Hier liggen onder meer de Grote Kerk (Koninginnekerk) en de bunker van Arthur Seyss-Inquart.

## Het Loo
Het Loo is de woonwijk tussen Paleis Het Loo en de Zwolseweg. De straatnamen, bijvoorbeeld Dillenburg en Stolberglaan, houden verband met de Oranjes. Vroeger werd hier het personeel van paleis Het Loo gehuisvest.

## Kerschoten-West
Kerschoten-West is een kleine buurt tussen Zwolseweg en Koninginnelaan. Verscholen tussen de bomen ligt tussen Mecklenburglaan en Rendierstraat Landgoed Daendels. In deze buurt ligt ook Woon- en Zorgcentrum de Veenkamp.

## Kerschoten
In Kerschoten verrees de eerste hoogbouw van Apeldoorn. De wijk is naar Scandinavisch model opgezet en is een van de prominente voorbeelden van de wederopbouwarchitectuur van na de Tweede Wereldoorlog. Kerschoten wordt in verband daarmee door de Rijksdienst voor het Cultureel Erfgoed als een stadswijk van nationaal belang beschouwd.

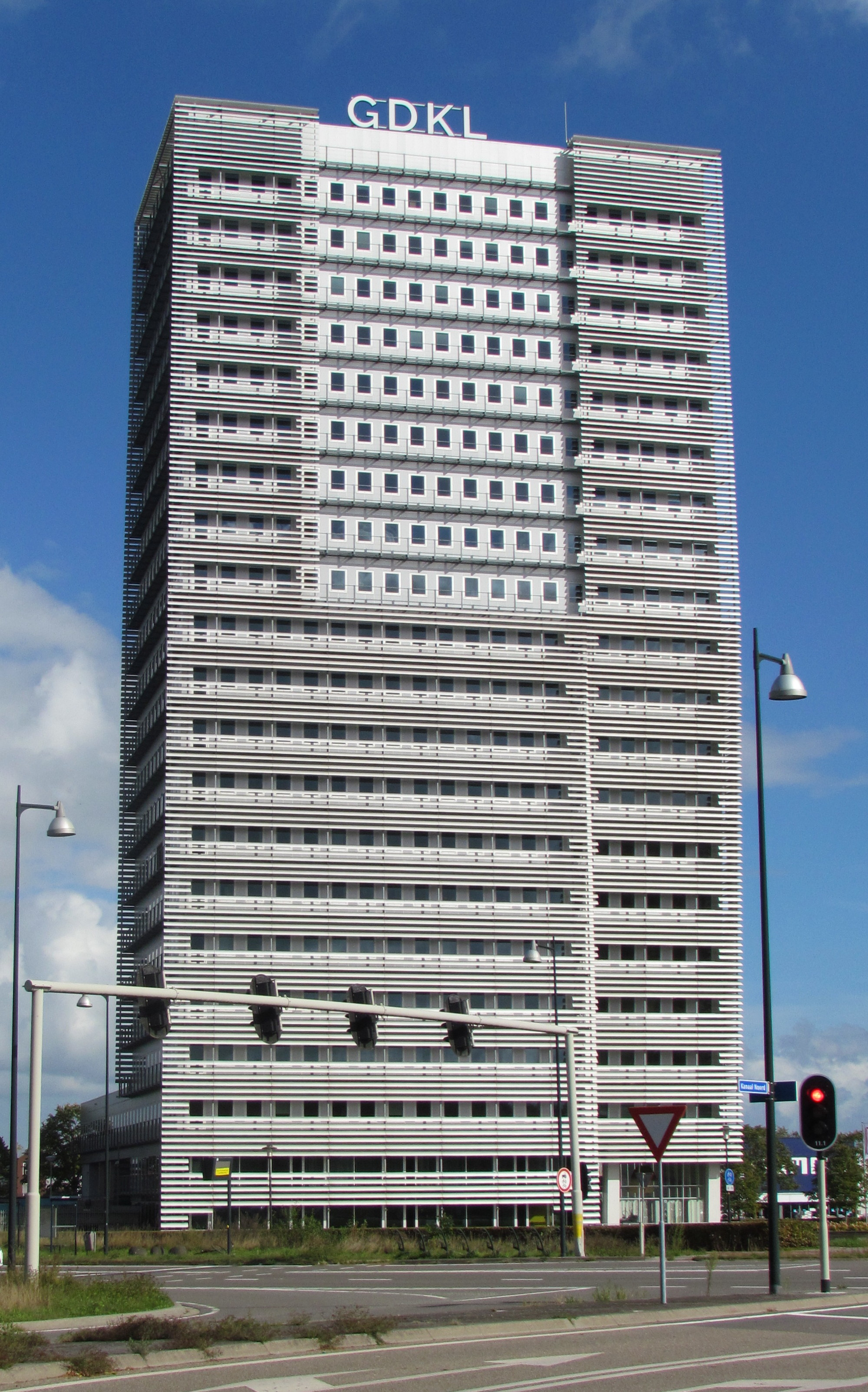
Toren Noord op bedrijvenpark Apeldoorn-Noord

Hier bevinden zich verder winkelcentrum Mercatorplein, Handbalvereniging Achilles en MFC De Groene Hoven.
In de wijk bevindt zich ook een van de oudste voetbalverenigingen van Nederland, Robur et Velocitas 1882. De club is tevens de oudste voetbalclub van Gelderland.

## Paleispark
Het Paleispark is de buurt met Paleis Het Loo en het daarachter gelegen Paleispark.

## De Vlijt
De Vlijt en Stadhoudersmolen zijn twee industriegebieden respectievelijk gelegen in het oosten en het noordoosten van de wijk.

De Vlijt is een smalle strook tussen het Apeldoorns Kanaal en de Vlijtseweg. Dit gebied bevat naast bedrijven ook detailhandel.

## Stadhoudersmolen
Ten noorden van De Vlijt ligt het industriegebied Stadhoudersmolen. Hier zijn onder meer de rioolwaterzuiveringsinstallatie van Apeldoorn en het hoofdkantoor van horecagroothandel Hanos gevestigd.

## Hommelbrink
De buurt Hommelbrink ligt tussen Zwolseweg, Anklaarseweg en Stadhoudersmolen. Vroeger liep hier de spoorlijn Apeldoorn - Zwolle. In Hommelbrink liggen de voormalige Van Haeftenkazerne (tegenwoordig wooncomplex Van Haeftenpark), de Jacobus Fruytier Scholengemeenschap en verpleegcentrum Casa Bonita.